# Баия-Тортугас
Баия-Тортугас (исп. Bahía Tortugas) — рыбацкий посёлок в Мексике, штат Южная Нижняя Калифорния, входит в состав муниципалитета Мулехе. Численность населения, по данным переписи 2020 года, составила 2367 человек.

## Топонимика
Название Bahía Tortugas в дословном переводе с испанского языка — черепаший залив.

## История
Посёлок был основан в 1945 году как рыбацкий кооператив, где занимаются выловом и переработкой морских ушек, лангустов и моллюсков.